# Charles (prénom)
Pour les articles homonymes, voir Charles, Saint Charles et Saint-Charles.
Cette page présente le prénom Charles ainsi que ses variantes.
Charles est un prénom porté en particulier par de nombreux personnages historiques, et très fréquent dans les familles royales  européennes.

## Étymologie
C’est la forme française issue du latin Carolus lui-même issu du nom germanique Karl, signifiant  « homme » ou « mâle » (vieux haut allemand karal « l'homme, l'époux » mais aussi « le travailleur, l'homme libre »). Le -s final est la marque de l'ancien cas sujet masculin singulier (déclinaison latine en -us) que l'on retrouve à l'état de trace graphique dans certains prénoms masculins (Gilles, Georges, James, Jacques…), voire des noms communs.

## Variantes linguistiques
- français : Charles
- afrikaans : Charl, Karel
- allemand : Karl
- anglais : Charles, Carl
- breton : Charlez
- catalan : Carles
- corse : Carlu
- espéranto : Karlo
- espagnol : Carlos
- flamand occidental : Charel, Karel
- finnois : Kaarle
- gaélique écossais : Teàrlach
- gallo : Charl, Charle, Charles, Charlot
- gallois : Siarl
- grec : Κάρολος (Károlos)
- hongrois : Károly
- irlandais : Seárlas
- italien : Carlo
- japonais : Sharuru
- letton : Kārlis
- lituanien : Karolis
- luxembourgeois : Charel
- néerlandais : Charel, Karel
- norvégien : Karl
- occitan : Carles
- poitevin : Charlet
- polonais : Karol
- portugais : Carlos (forme féminine : Carlota)
- roumain : Carol
- russe : Карл (Karl)
- slovaque : Karol
- slovène : Karel
- suédois : Karl, Carl
- tchèque : Karel
- Diminutif français : Charlot, Charlie
- Diminutifs anglais : Carl, Charlie, Chuck, Chas
- Diminutif espagnol : Carlitos

- Formes féminines françaises : Carole, Caroline, Charlène, Charlette,Charlotte, Charlie, Charline, Charlise...

## Popularité du prénom

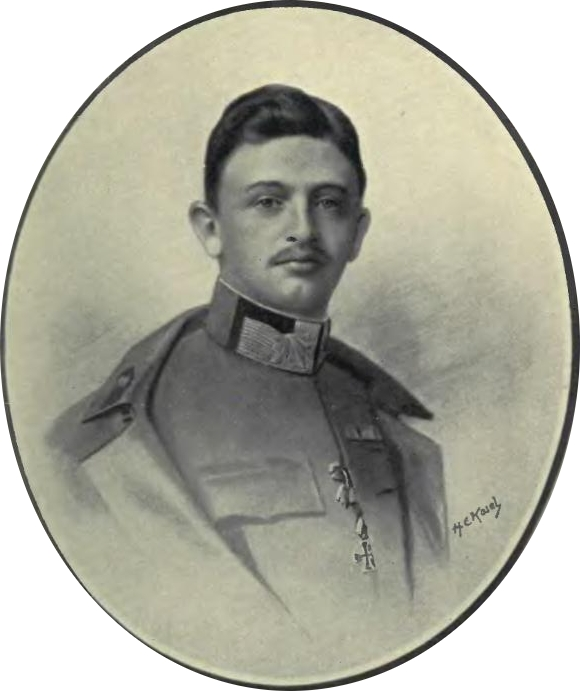
Charles de Habsbourg-Lorraine (1887-1922), empereur d'Autriche, roi de Hongrie et "Bienheureux" de l'Église Catholique

Au début de 2010, plus de 112 000 personnes étaient prénommées Charles en France. C'est le 45e prénom le plus attribué au siècle dernier dans ce pays, et l'année où il a été attribué le plus est 1920, avec un nombre de 5 274 naissances.

## Personnalités portant ce prénom

### Saints des Églises chrétiennes
Plusieurs saints portent le prénom Charles : voir saint Charles . Il est principalement fêté le 4 novembre. 

### Pape
- Jean-Paul II (Karol Wojtyła) (1920-2005)

### Empereur d'Occident
- Charlemagne (Charles le Grand ou Charles Ier)
- Charles II le Chauve

### France, Bourgogne, Navarre

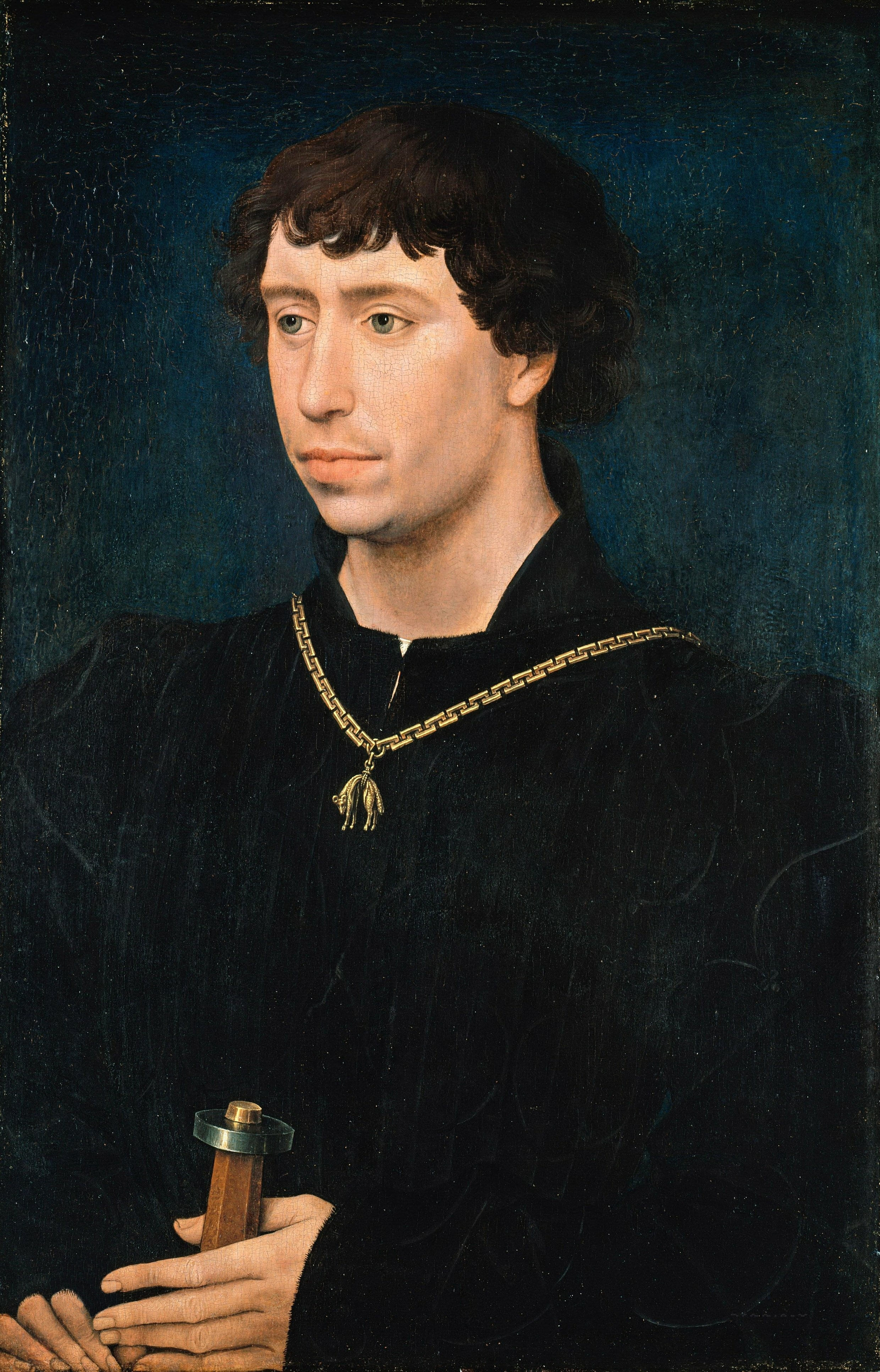
Charles de Bourgogne, le Téméraire

- plusieurs Charles d'Angoulême
- plusieurs Charles d'Anjou
- Charles de Blois
- plusieurs Charles de Bourbon
- plusieurs Charles de Navarre
- plusieurs Charles de Nevers
- plusieurs Charles d'Orléans
- Charles le Téméraire
- plusieurs Charles de Valois

### Grand-Duché de Luxembourg
- Charles de Luxembourg

### Rois des Francs / de France
- Charles Ier le Grand dit Charlemagne, roi des Francs (768 - 814) puis empereur des Romains (800 - 814).
- Charles II le Chauve, roi des Francs de Francie Occidentale (843 - 877) puis empereur auguste des Romains (875 - 877).
- Charles III le Simple, roi des Francs de Francie Occidentale (898 - 922).
- Charles IV le Bel, roi de France (1322 - 1328).
- Charles V le Sage, roi de France (1364 - 1380).
- Charles VI le Fol, roi de France (1380 - 1422).
- Charles VII le Victorieux, roi de France (1422 - 1461).
- Charles VIII l'Affable, roi de France (1483 - 1498).
- Charles IX le Fanatique, roi de France (1560 - 1574).
- Charles X le Proscrit, roi de France (1824 - 1830).

### Lorraineet Bar
- de nombreux Charles de Lorraine  et Charles de Vaudémont
- Charles II de Lorraine
- Charles III de Lorraine
- Charles IV de Lorraine
- Charles V de Lorraine

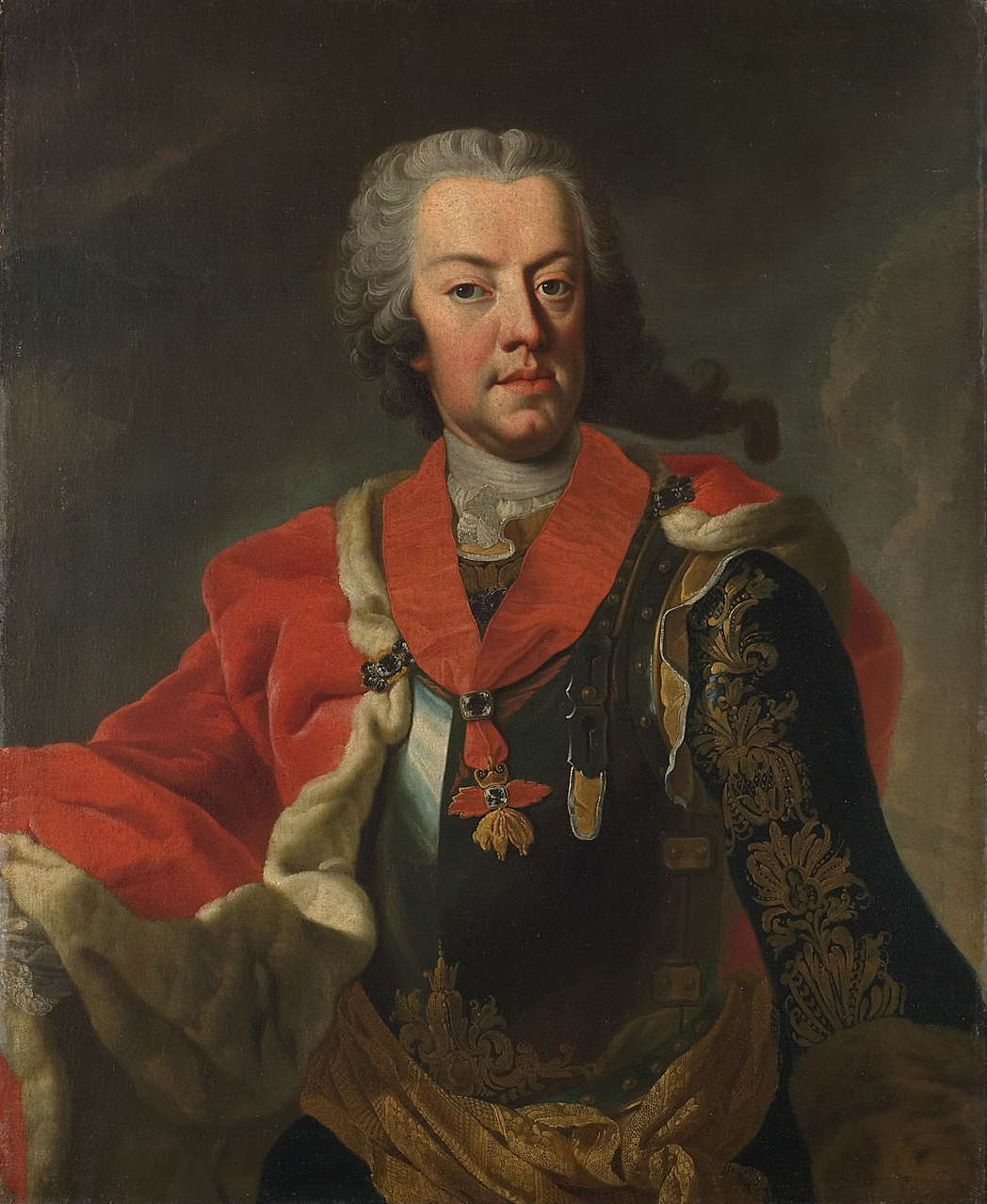
Charles-Alexandre de Lorraine, la bonne humeur comme arme politique

- Charles-Alexandre de Lorraine, gouverneur des Pays-Bas Autrichiens

### Autriche
- Charles Ier d'Autriche (1887-1922)
- François-Charles d'Autriche (1802-1878),
- Charles de Habsbourg-Lorraine
- Ferdinand Charles d'Autriche (1868-1915)
- Charles-Louis de Habsbourg-Lorraine(1833-1896)

### Empereurs du Saint-Empire

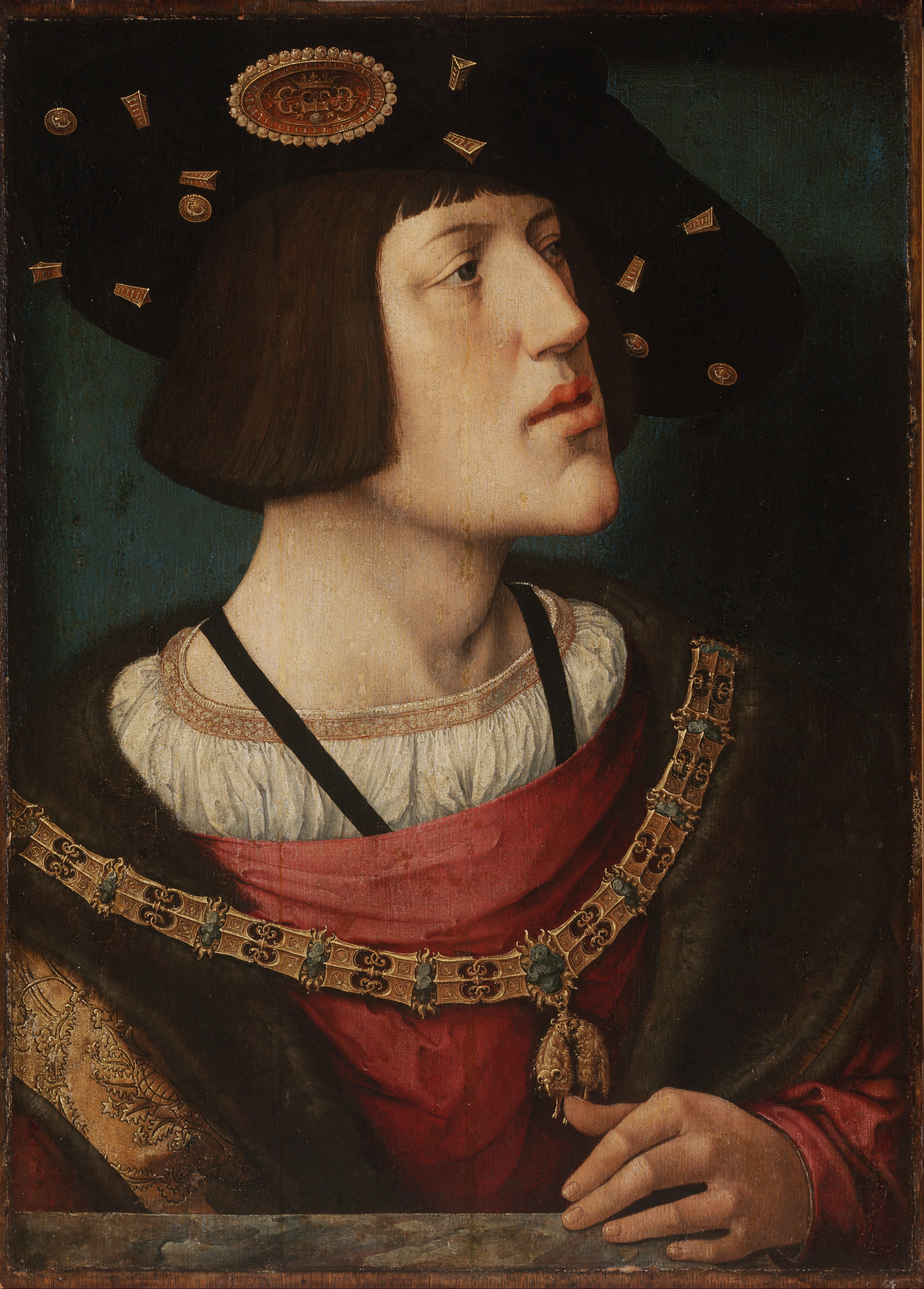
Charles V, arrière-petit-fils du téméraire. À 19 ans, il régnait sur un empire où le soleil ne se couchait jamais

- Charles II dit le Chauve
- Charles III le Gros
- Charles IV
- Charles V dit Charles Quint
- Charles VI
- Charles VII

### PalatinatetBavière
- Charles Théodore de Bavière, électeur Palatin
- Charles II Auguste de Palatinat-Deux-Ponts
- Charles-Théodore en Bavière
- Charles Théodore de Bavière (prince)

### Wurtemberg
- Charles-Alexandre de Wurtemberg
- Charles Ier de Wurtemberg

### Bade
- Charles-Frédéric de Bade
- Charles II de Bade

### Rois et prétendants au trône d'Angleterreou du Royaume-Uni
- Charles Ier
- Charles II
- Charles III

### Rois de Suède

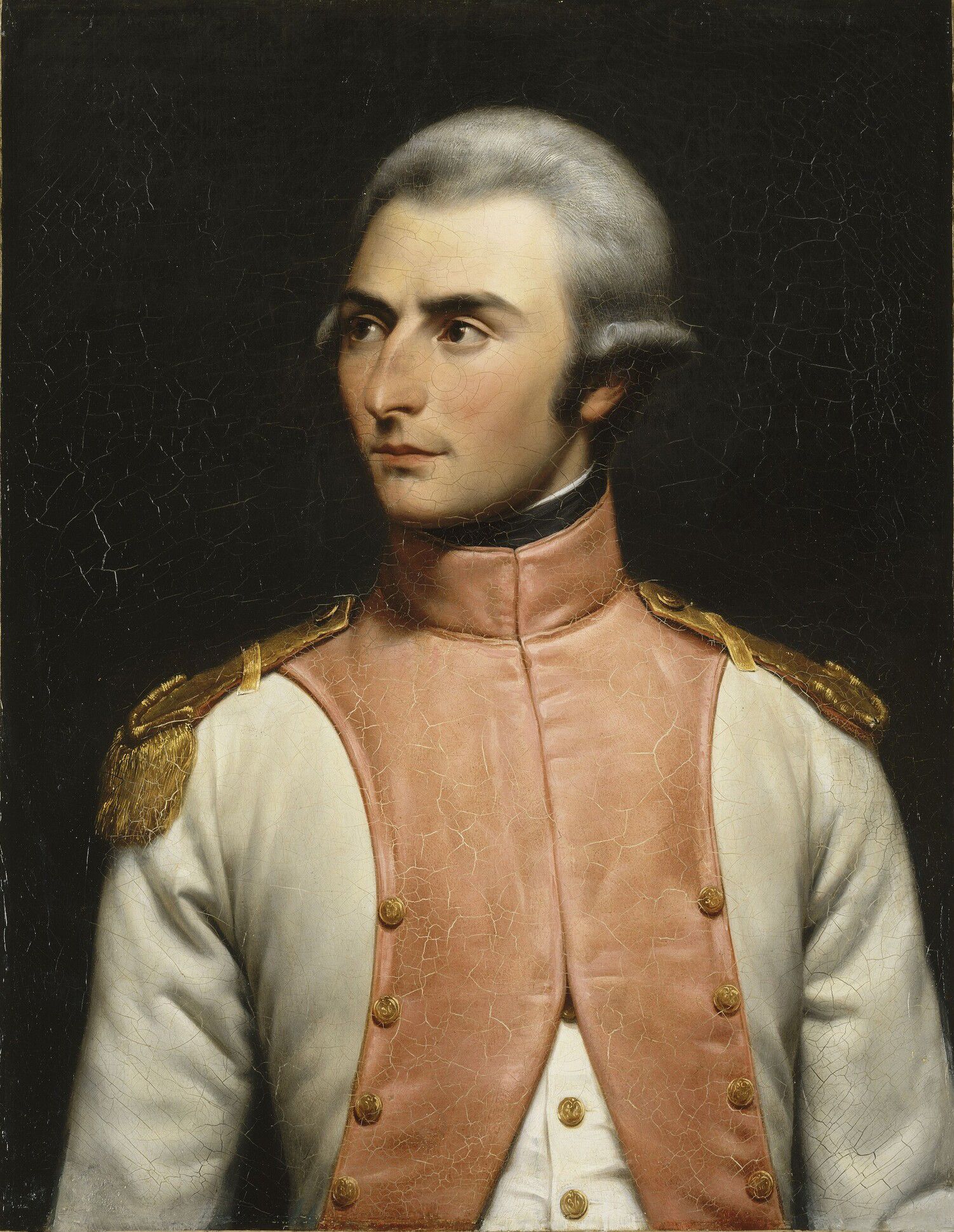
Le lieutenant Français Jean-Baptiste Bernadotte en 1792. Il ne sait pas encore qu'il deviendra le roi Charles XIV de Suède

La Suède compte 10 rois du nom de Charles : les six premiers Charles sont fictifs et légendaires, mais ont été pris en compte dans la numérotation des Charles réels.
- Charles VII
- Charles VIII
- Charles IX
- Charles X
- Charles XI
- Charles XII
- Charles XIII
- Charles XIV
- Charles XV
- Charles XVI Gustave

### Rois de Portugal
- Charles Ier

### Rois d'Espagne
- Charles Ier (empereur Charles Quint)
- Charles II
- Charles III
- Charles IV

### Rois de Naples et des Deux-Siciles
- Charles Ier
- Charles II
- Charles III
- Charles IV (empereur Charles Quint)
- Charles V
- Charles VI
- Charles VII

### Rois de Roumanie
- Carol de Roumanie
- Charles II de Roumanie

### Prétendants à la couronne de France
- Charles III (Charles IV du Maine)
- Charles IV (Charles V d'Anjou)

### Ducs de Savoie et Rois de Sardaigne
- Charles Ier de Savoie
- Charles II de Savoie
- Charles III de Savoie
- Charles-Emmanuel Ier
- Charles-Emmanuel II
- Charles-Emmanuel III
- Charles-Emmanuel IV

- Charles-Félix
- Charles-Albert

### Rois de Hongrie
- Charles Martel de Hongrie
- Charles Robert

### Autres
- Charles Martel, prince et duc des Francs, Maire du palais (717 - 741)

## Personnalités portant ce prénom comme pseudonyme
Charles est un pseudonyme notamment porté par :
- Charles (1968-), Charles Fabian Figueiredo Santos, footballeur brésilien
- Charles (1984-), Charles Dias de Oliveira, footballeur brésilien
- Charles (1985-), Charles Fernando Basílio da Silva, footballeur brésilien
- Charles (1988-), Charles Luis Reiter, footballeur brésilien
- Charles (1994-), Charles Marcelo da Silva, footballeur brésilien
- Georges Baumgartner (1952-), journaliste suisse.
- Charles, de son vrai nom Charlotte Forêt, chanteuse belge

## Personnages de fiction
Charles :
- Charles Swann est un personnage du volume Du côté de chez Swann, dans le roman À la recherche du temps perdu, de Marcel Proust.

- Charles Bovary est un personnage du roman de Gustave Flaubert, Madame Bovary
- Charles Foster Kane est le personnage principal du film d'Orson Welles, Citizen Kane
- Charles Townsend, surnommé Charlie, chef des trois héroïnes de Drôles de dames
- Charles Xavier, personnage du comic Les X-Men
- Charles, personnage de l'album de la série de B.D. Julien Boisvert de Dieter et Michel Plessix.

Charlie :
- Charlie, personnage principal de Mon oncle Charlie, une série américaine dont le titre est l'éponyme de Charlie Sheen, acteur du rôle principal
- Charlie, héros des livres-jeux Où est Charlie ?
- Charlie Brown, personnage de la bande dessinée Peanuts
- Charlie Bucket, héros du roman de Roald Dahl Charlie et la chocolaterie

Charlot :
- Charlot, héros des films de Charlie Chaplin